# Jung-geum
Jang Geum (장금, 長今, secolul 16) este singura femeie medic din istoria coreenilor. Ea este menționată de 7 ori în Cronicile Dinastiei Joseon, cu detalii foarte vagi. Se știe totuși că Regele Jungjong a fost mulțumit cunoștințele medicale ale Jang Geum și că avea încredere în ea datorită faptului că îngrijise bine membrii familiei regale. Din acel moment, Jang Geum a devenit ofițer de gradul al înaintea primului nume. 
Oamenii de știință încă susțin în această zi dacă Jang Geum a fost o persoană reală sau doar un nume generic pentru anumite persoane, ale căror origini se pierd în istorie. În cazul în care Jang Geum a fost o persoană reală, este de remarcat faptul că, încă de la numirea sa, niciun lider coreean nu a avut un doctor femeie, nici măcar în zilele noastre.

## Menționări ale dinastiei Joseon
Mențiuni ale Jang Geum, sau ca "femeie doctor", au fost făcute cu următoarele ocazii:
- În 1515 Regina Jang-gyeong, a doua soție a Regelui King Jung-jong, a murit din cauza unor sechele cauzate la naștere. Miniștrii cabinetului au susținut că doctorii regali și femeile medic regale, inclusiv Jang-Geum, au contribuit la moartea ei și trebuie să fie pedepsiți cu severitate. Totuși regele le-a spus: "Jang-Geum merită încrederea noastră pentru că a asistat câteva nașteri sigure ale doamnelor din palat dar n-am răsplătit-o niciodată pentru meritele ei până acum pentru că am avut alte preocupări, acum îmi spuneți s-o pedepsesc pentru că a murit regina dar eu n-am s-o fac dar nici n-o s-o răsplatesc pentru merite. Ajunge!"

- În 1524 Cronicile au scris că "Dae (Marea) Jang-Geum" era mai bună decât oricare altă femeie medic din palat încat i s-a permis să se ocupe de rege. Este prima dată când a fost numită "Dae (Marea) Jang-Geum". Poate fi interpretat ca fiind cea care a căpătat onoarea de a fi singurul medic care îl îngrijește pe rege, și că era în fruntea grupului medical de la palat, cel mai important post național în acel loc.

- În 1533 regele a spus "Mi-am revenit după câteva luni de boală. Doctorii și farmaciștii regali merită lăudați.... Jang-geum și Kye-geum, cele două femei medic vor fi răsplătite cu 15 saci de orez, 15 saci de fasole și 10 rochii fiecare.

- În 29 ianuarie 1544 regele a spus: "Nu mi-am făcut multă vreme datoria pentru că am fost răcit. Am ținut un seminar acum câteva zile dar condiția mea s-a înrăutățit din cauza vremii reci. Deja le-am spus lui Bak Se-geo și Hong Chim, doctorii regali, și șefei femeilor medic Jang-geum să discute despre tratament. Aduceți asta la cunoștința Ministrului cu medicina".

- În fine, pe 9 februarie regele s-a însănătoșit și a spus că meritul e al lui Jang-geum.

- Pe 25 octombrie 1544 regele Jung-jong se apropia de moarte. Unul dintre miniștri a întrebat-o pe Jang-geum care e starea regelui și ea a răspuns: "A ațipit ieri aproape de miezul nopții și a mai ațipit puțin în zori. A urinat dar e constipat de mai bine de 3 zile."

- În ziua următoare sănătatea regelui s-a înrăutățit. Le-a spus membrilor cabinetului: "Sunt încă constipat. Se discută despre tratament. Femeia doctor știe totul despre condiția mea". Apoi Jang-geum le-a explicat miniștrilor tratamentul pentru simptomele regelui. Aici, pentru prima dată, regele o numește "femeie doctor" nu femeie medic (foarte interesantă diferența). El își arată astfel încrederea în abilitățile ei spunând că JG cunoaște mai bine condiția lui decât orice alt doctor sau femeie medic.

- În 29 octombrie regele și-a recăpătat sănătatea pentru o scurtă vreme și a spus: "Mă simt mai bine decât oricând. Vă permit tuturor să vă întoarceți acasă și să vă odihniți". Totuși, a murit pe 15 noiembrie, la 39 de ani după ce a urcat pe tron.

Nu mai există nici o referire la Jang-geum după această dată.

## Mențiuni în alte jurnale medicale
Jang Geum a fost, de asemenea, menționată în Jurnalul ofițerilor medicali ai Dinastiei Yi. Următorul text a fost un text cu privire la originile și realizările Jang Geum lui, așa cum este înregistrat în jurnalul medical: Doamna Jang Geum, ale cărei origini nu pot fi urmărite, a primit dreptul de a fi numit " Dae Jang Geum " sub un edict emis de al 11-lea rege al Coreei, Jungjong, în anul 18 al domniei lui [1524-1525]. La acea vreme nicio asistentă medicală nu tratase un rege, dar datorită încrederii în Jang Geum și în tehnica sa de tratare a bolilor cu alimentație. Jung-geum cu onoarea de a utiliza titlul Dae în numele său, este o doamnă de poveste al cărei nume a fost scris în cărțile de istorie.

## Ecranizari
Jung Geum a fost ecranizată în anul 2003 în drama istorică Giuvaierul palatului (Dae Jang Geum sau Jewel in the palace), unde a fost jucată de actrița Lee Young Ae. Spectacolul a fost bine primit de critici și a fost un succes rating incredibil în multe țări din Asia. Cu toate acestea, reprezentarea lui Jang Geum în această serie este considerată a fi fictivă, deoarece Jang Geum a fost portretizată ca un bucătar de palat transformat în doctor. Acest lucru a fost posibil în principal din cauza detaliilor vagi cu privire la viața Jang-Geum. De asemenea a fost portretizată și în serialul  The Fugitive of Joseon unde a fost jucată de actrița Kim Mi-kyung.